# Calliarcys
Calliarcys is een geslacht van haften (Ephemeroptera) uit de familie Leptophlebiidae.

## Soorten
Het geslacht Calliarcys omvat de volgende soorten:
- Calliarcys humilis